# Pietro Sampietro
Pietro Sampietro (Tonco, 22 agosto 1877 – Biella, 12 dicembre 1957) è stato un compositore, pianista e direttore di banda italiano.
Di lui ha scritto il compositore e didatta Giovanni Bolzoni:
(Biblioteca di Musica Antica a Magnano, Biblioteca, Fondo Pietro Sampietro, Mazzo Lettere, fasc. Appunti diversi, segn. PS-DA-11, copia-lettera di Giovanni Bolzoni datata 26 gennaio 1916)

## Biografia
Nasce in una famiglia in cui la musica riveste un ruolo importante. I primi insegnamenti gli vengono dal padre Giovanni, direttore del coro della chiesa parrocchiale di San Francesco di Tonco. Successivamente frequenta a Moncalvo la scuola di pianoforte di Deodato Tironi esercitandosi anche all'organo. La prima composizione pianistica, un movimento lento dal titolo Sei bello risale al 1892, mentre i primi lavori organistici sono databili intorno al 1894-1895.
Nel 1897 viene chiamato alle armi e gli è concesso di occuparsi di musica (compone l'inno del 3º Reggimento Alpini). Dismessa la divisa nel 1899, frequenta il Liceo Musicale di Torino e per far fronte all'impegno economico, nel triennio 1899-1901 accetta il posto di «Maestro di Musica Municipale» a Castell’Alfero, Tonco e Villadeati, tre incarichi che gestisce contemporaneamente.
Nel 1900 consegue la Licenza di Canto Corale Gregoriano con Delfino Thermignon. L'anno successivo partecipa a due concorsi per prestigiosi posti di maestro di banda ed organista a Montanaro e a Moncalvo. Li vince entrambi e, dopo aver accettato e poi rinunciato al primo nel giro di un mese, opta per la vicinanza a casa.
Nel 1906 consegue a Torino, dopo aver superato brillantemente gli esami complementari, il diploma di organo con Roberto Remondi e il diploma di composizione con Giovanni Bolzoni. Nello stesso anno compone L'aurora a Gressoney, pensiero melodico per pianoforte op. 41, brano che nasce dall'incontro tra la regina Margherita di Savoia e il musicista, composizione richiesta dalla regina stessa e a lei dedicata.
Tra il 1907 e il 1910 si divide tra l'incarico di organista e maestro di banda a Moncalvo e l'attività concertistica a Torino. Di questi anni è il Temporale op. 50, ispirato a frammenti tratti da Myricae di Giovanni Pascoli.
Negli stessi anni (1907-1910) è fondatore e direttore del periodico di musica sacra L'Organista Moderno, edito da Leandro Chenna a Torino e ispirato al Movimento Ceciliano, periodico che ebbe collaboratori illustri e che gli valse apprezzamenti da Giovanni Battista Polleri, Marco Enrico Bossi, Théodore Dubois, Alexandre Guilmant e una «lettera di felicitazione e Santa Benedizione da S. S. il Pontefice Pio X»..
Nel 1911 riceve la nomina a Direttore della Scuola di Musica dell'Ospizio di Carità di Biella. Fin dall'inizio dà un'impronta energica alla scuola, facendo del coro e della banda dell'istituzione uno dei punti di forza della vita musicale biellese: i suoi allievi superano regolarmente gli esami al Conservatorio di Torino.
Pur dedicandosi principalmente all'attività didattica, continua a comporre e a orchestrare anche brani di altri compositori. Tale è la sua reputazione che Geremia Piazzano gli affida, appunto, l'orchestrazione del proprio Inno della Patria, incarico che porta a termine nella seconda metà del 1915. Il lavoro viene sottoposto a Giuseppe Vaninetti che convince l'orchestratore a conseguire il Diploma di Licenza e di Magistero in Istrumentazione per Banda, cosa che avviene nel 1917 al Conservatorio di Parma.
Nell'agosto del 1916, incontra don Pietro Magri che coordina a Oropa, alla presenza del card. Giovanni Cagliero, una grande esecuzione musicale sacra e profana per i profughi di guerra, cui prende parte anche Pietro Sampietro con i suoi gruppi corali e strumentali.
Nel 1923, lasciata la scuola dell'Ospizio di Carità, si dedica ad allievi privati e alla composizione. Nel 1930 fonda a Biella la casa editrice Pubblicazioni Musicali Pietro Sampietro, attività che prosegue fino al 1937. Di questi anni sono alcuni riconoscimenti: il Diplôme Académie du Progrès e il Grand Prix National. Republique Française. Arts-Sciences-Lettres con medaglia d'oro (1935), il Diplôme Société d'Education (1936) e il Diplôme Les Chevaliers du Devoir (1937). In quest'ultimo anno il Circolo Letterario-Artistico-Musicale Bellini di Catania lo nomina socio onorario rilasciandogli il diploma di Medaglia d'Oro per benemerenze patriottiche, con riferimento in particolare a due marce, forse Addis Abeba op. 86 e Roma Imperiale op. 87, composte e divulgate nel novembre del 1936.
Nel 1938 compone ancora una marcia, dopodiché la sua vena sembra esaurirsi. Per incontrare altri pezzi bisogna attendere il dopoguerra: sono datati tra 1948 e 1951. Gli ultimi vent'anni di vita, quindi, scorrono silenziosamente, interamente dedicati all'insegnamento. Muore a Biella il 12 dicembre 1957 dopo pochi giorni di malattia.

## Composizioni
Sono un centinaio le composizioni per organici diversi, firmate con il proprio nome: romanze, trii, quartetti, cantate, poemi sinfonici, pezzi strumentali per organo e per insiemi cameristici diversi. A queste si aggiungono 36 composizioni per pianoforte solo e una quarantina di pezzi per banda. Per il teatro scrisse le opere liriche Passiflora op. 2, in prima rappresentazione a Moncalvo nel 1903, e Circe op. 65, a Torino nel 1911.
A questa produzione si devono aggiungere circa settanta tra canzoni e brani di musica leggera strumentale, firmate con gli pseudonimi di Mister Pao e di Oreste Piopatrim.